# Wilfried Strik-Strikfeldt
Wilfried Karlowicz Strik-Strikfeldt, ros. Вильфрид Карлович Штрик-Штрикфельдт (ur. 23 lipca 1896 w Rydze, zm. 7 września 1977 w Oberstaufen) – rosyjski wojskowy, a następnie niemiecki wojskowy (kapitan), oficer odpowiedzialny i przyjaciel gen. Andrieja A. Własowa, współtwórca Rosyjskiego Ruchu Wyzwoleńczego podczas II wojny światowej.
Był Niemcem bałtyckim. W 1915 r. ukończył gimnazjum reformowane w Sankt Petersburgu. Następnie wstąpił ochotniczo do armii rosyjskiej. Brał udział jako młodszy oficer w I wojnie światowej. W 1918 r. przystąpił do wojsk Białych. Uczestniczył w walkach z bolszewikami w szeregach Armii Północno-Zachodniej gen. Nikołaja N. Judenicza. Doszedł do stopnia kapitana. W latach 1920–1924 pracował w służbie Międzynarodowego Czerwonego Krzyża, koordynując repatriację austriackich i niemieckich b. jeńców wojennych do ojczyzny, a także organizując pomoc dla głodujących. W 1924 r. zamieszkał w Rydze, gdzie został przedstawicielem handlowym niemieckich i brytyjskich firm budowlanych. Pod koniec 1939 r. wraz z innymi Niemcami bałtyckimi repatriowano go z Łotwy do Niemiec. Zamieszkał z rodziną w Poznaniu na ówczesnej ulicy Martinstrasse pod numerem 21. Na pocz. 1941 r. objął funkcję tłumacza w Wehrmachcie, otrzymując stopień kapitana. Przydzielono go do sztabu feldmarszałka Fedora von Bocka. Spotkał gen. Reinharda Gehlena i gen. Henninga von Trecskowa, którzy przedstawili mu problem ewentualnej służby Rosjan i przedstawicieli innych narodów w armii niemieckiej po zaatakowaniu ZSRR. Na pocz. 1942 r. kpt. W. K. Strik-Strikfeldt został odkomenderowany do biura w Angerburgu w Prusach Wschodnich, podporządkowanego Oberkommando des Heeres (OKH), w którym zajmował się tłumaczeniem przechwyconych sowieckich dokumentów wojskowych. W lipcu tego roku poznał wziętego do niewoli i przebywającego w obozie jenieckim w Winnicy gen. Andrieja A. Własowa, z którym prowadził rozmowy. We wrześniu przeniesiono go do Departamentu Propagandy Oberkommando der Wehrmacht (OKW) w Berlinie. Pełnił funkcję oficera odpowiedzialnego za gen. A. A. Własowa. W listopadzie stanął na czele samodzielnego batalionu szkoleniowego w Dabendorfie pod Berlinem, pod nazwą którego został zakonspirowany ośrodek propagandowy przeznaczony dla czerwonoarmistów, którzy zechcieli współpracować z Niemcami. Współtworzył redakcje 2 pism dla kolaborantów, wydawanych po rosyjsku, „Zarii” i „Dobrowolca”. W marcu 1943 r. namówił gen. A. A. Własowa do opublikowania artykułu pt. "Dlaczego rozpocząłem walkę przeciwko bolszewizmowi?", zaś miesiąc później artykułu skierowanego do przedstawicieli narodów nie-rosyjskich. Wiosną 1944 r. skontaktował się z nim szereg wysokich funkcjonariuszy SS, co dało podstawę do spotkania gen. A. A. Własowa z Reichsführerem SS Heinrichem Himmlerem 16 września tego roku. Jesienią współtworzył Manifest Praski Komitetu Wyzwolenia Narodów Rosji. Prowadził też nieskuteczne rozmowy z legendarnym atamanem Kozaków dońskich gen. Piotrem N. Krasnowem w celu uzyskania zgody na podporządkowanie kozackich oddziałów wojskowych ruchowi gen. A. A. Własowa. W poł. kwietnia 1945 r. zgodził się na przeprowadzenie negocjacji z Amerykanami w sprawie kapitulacji oddziałów Sił Zbrojnych Komitetu Wyzwolenia Narodów Rosji, ale ostatecznie nie doszło do nich. Po dostaniu się do niewoli amerykańskiej przebywał w obozach jenieckich w Augsburgu, a następnie Mannheim. Po wyjściu na wolność zamieszkał w zachodnich Niemczech. W 1970 r. napisał swoje wspomnienia z czasów wojny pt. Against Stalin and Hitler: Memoir of the Russian Liberation Movement, 1941-1945, które stanowią cenne źródło do historii ruchu własowskiego.